# 兴胜街道
兴胜街道是中华人民共和国内蒙古自治区鄂尔多斯市东胜区下辖的一个街道办事处。

## 行政区划
兴胜街道下辖以下村级行政区划单位：
春晖社区、昆都仑社区、滨河社区、新园社区。